# Orazio Colombani
Orazio Colombani (14. ledna 1820 Piran – 6. dubna 1873 Piran) byl rakouský politik italské národnosti z Istrie, v 2. polovině 19. století poslanec Říšské rady.

## Biografie
Profesí byl lékařem. Začal studoval medicínu na Padovské univerzitě, pak pokračoval na Karlo-Ferdinandově univerzitě v Praze. Koncem roku 1845 byl ve Vídni promován na doktora lékařství a roku 1846 v Praze na doktora chirurgie. Následně si otevřel lékařskou praxi v rodném Piranu, kde působil i jako městský lékař. V letech 1861–1865 byl prezidentem piranského spolku pro výrobu soli. Koncem 60. let se uvádí jako předseda místního dobročinného spolku, ředitel chudobince a člen městské samosprávy. Zabýval se též literární činností. Psal básně v lokálním italském dialektu. Po delší dobu zastával post starosty rodného Piranu.
Byl aktivní i v zákonodárných sborech. 31. ledna 1867 byl zvolen na Istrijský zemský sněm za kurii městskou v obvodu Pirano. Zemský sněm ho následně 22. února 1867 zvolil i do Říšské rady (tehdy ještě volené nepřímo) za kurii měst, tržních osad a průmyslových míst v Istrii. Na jaře 1870 rezignoval na mandát v rámci hromadné rezignace některých poslanců na protest proti ústavnímu směřování státu. Do Říšské rady byl delegován zemským sněmem opět roku 1870 a 1872. Složil poslanecký slib 13. ledna 1872. V parlamentu zasedal do své smrti roku 1873.